# Wola Wiśniowska
Wola Wiśniowska – wieś w Polsce położona w województwie świętokrzyskim, w powiecie staszowskim, w gminie Staszów. Leży około 14 km od Staszowa.
W latach 1975–1998 miejscowość administracyjnie należała do województwa tarnobrzeskiego.
Wola Wiśniowska leży nad rzeką Kacanką, w pobliżu znajduje się jezioro Jasne.

## Współczesne części wsi
Poniżej w tabeli 1 integralne części wsi Wola Wiśniowska (0807694) z aktualnie przypisanym im numerem SIMC (zgodnym z Systemem Identyfikatorów i Nazw Miejscowości) z katalogu TERYT (Krajowego Rejestru Urzędowego Podziału Terytorialnego Kraju).
| SIMC    | Nazwa    | Rodzaj      |
| ------- | -------- | ----------- |
| 0807702 | Maziarka | osada leśna |

## Dawne części wsi – obiekty fizjograficzne
W latach 70. XX wieku przyporządkowano i opracowano spis lokalnych części integralnych dla Woli Wiśniowskiej zawarty w tabeli 2.
| Nazwa wsi – miasta  | Nazwy części wsi – miasta | Nazwy obiektów fizjograficznych – charakter obiektu |
| ------------------- | ------------------------- | --- |
| I. Gromada WIŚNIOWA |                           | |
| 1. Wola Wiśniowska  | 1. Wola 2. Zagrody        | 1. Czysty – woda, jezioro, trzęsawisko 2. Grabina – las 3. Grobełki – las, łąka leśna 4. Iły – pole 5. Kaczanka – rzeczka 6. Kalugi – pole, łąka 7. Karczmówka – łąka 8. Klasztorka – las, droga 9. Lizawki – pastwisko 10. Maziarka – gaj 11. Ogrody – łąka 12. Pałąki – pole, łąki 13. Pastwiska – pole 14. Pietroszczówka – pole 15. Piorunowy Smug – las, łąka 16. Pod Górą – pole 17. Pod Lasem – pole 18. Pod Rzeką – pole, łąki 19. Przymiarki – łąka, pole 20. Pustki – łąka 21. Skarbowy Las – las 22. Smugi – łąka, zarośla 23. Stara Rzeka – rzeczka 24. Strugowiec – las, łąka leśna 25. Szczota – łąka |